# Йохан Баптист Рудолф фон Прьозинг
Йохан Баптист Рудолф фон Прьозинг (на немски: Johann Baptist Rudolf, Graf von Prösing, Freiherr zu Stein auf Gross-Wetzdorf; † 6 април 1718) е граф на Прьозинг, фрайхер цу Щайн-Грос-Ветцдорф в Долна Австрия.

## Произход и наследство
Той е син на фрайхер Волфганг Еренрайх фон Прьозинг-Щайн и съпругата му Сузана Елеонора фон Полхайм, дъщеря на фрайхер Йохан Райхард фон Полхайм (* 1603) и Анна Сузана фон Гера (1602 – 1647). Внук е на фрайхер Волфганг Зигизмунд фон Прьозинг-Щайн († 1655) и Анна София фон Хайдек. Правнук е на фрайхер Йохан фон Прьозинг цум Шайн и Сидония Шифер. Сестра му Сузана София Мария фон Прьозинг (1673 – 1700) се омъжва на 15 март 1694 г. за граф Йохан Йозеф Вилхелм фон Вурмбранд-Щупах (1670 – 1750), брат на съпругата му Естер Мария.
През 1630 г. фамилията на фрайхерен фон Прьозинг получава дворец Ветцдорф. Дядо му фрайхер Волф Зигмунд фон Прьозинг подобрява господството.
През 1714 г. Йохан Рудолф фон Прьозинг продава дворецът Ветцдорф на херцогиня Магдалена София Елеонора фон Шлезвиг-Холщайн (1664 – 1720), дъщеря на херцог Филип Лудвиг фон Шлезвиг-Холщайн-Зондербург-Визенбург (1620 – 1689). Дворецът е наследен през 1721 г. от неин братовчед херцог Леополд фон Шлезвиг-Холщайн-Зондербург-Визенбург (1674 – 1744).

## Фамилия
Първи брак: през 1694 г. с Естер Мария фон Вурмбранд-Щупах (* 1672; † пр. 20 февруари 1701), внучка на граф Йохан Ернст Еренрайх фон Вурмбранд-Щупах (1606 – 1691), дъщеря на граф Йохан Евстахиус фон Вурмбранд-Щупах (1642 – 1684) и съпругата му Елизабет Шпайдл (1647 – 1708). Бракът е бездетен.
Втори брак: на 20 февруари 1701 г. с Вилхелмина София Ева фон Лимпург (* 31 октомври 1676; † 21 август 1735, Грумбах), дъщеря на имперски шенк и граф Фолрат Шенк фон Лимпург (1641 – 1713) и София Елеонора фон Лимпург-Гайлдорф (1655 – 1722), дъщеря на граф Йохан Вилхелм Шенк фон Лимпург (1607 – 1655) и графиня Мария Юлиана фон Хоенлое-Лангенбург (1623 – 1695). Те имат дъщеря:
- Юлиана Франциска Леополдина Терезия фон Прозинг (* 15 февруари 1709; † 13 декември 1775), омъжена на 13 септември 1728 г. в Оберзонтхайм, Щутгарт, за граф Карл Валрад Вилхелм фон Салм-Грумбах (* 10 октомври 1701; † 11 юли 1763), вилд– и рейнграф в Грумбах.[5]